# Dysortografia
Dysortografia – specyficzne zaburzenie w nauce pisania, objawiające się popełnianiem błędów ortograficznych pomimo znajomości zasad pisowni i odpowiedniej motywacji do poprawnego pisania. Dysortografia może być korygowana, jednak całkowite ustąpienie objawów występuje bardzo rzadko.